# Marionna Schlatter
Pour les articles homonymes, voir Schlatter.
Marionna Schlatter-Schmid, née le 14 novembre 1980 à Wetzikon (originaire de Lindau (ZH)), est une personnalité politique suisse, membre des Verts.
Elle est députée du canton de Zurich au Conseil national depuis fin 2019.

## Biographie
Née d'un père hongrois et d'une mère suisse, Marionna Schlatter grandit dans l'Oberland zurichois. Après avoir envisagé la biologie, elle étudie de 2000 à 2007 la sociologie, l'histoire de l'art et le français à l'Université de Zurich jusqu'à l'obtention d'un master, « pour changer les choses » au lieu d'être simplement « témoin de la destruction de la nature ».
Elle travaille pendant plusieurs années dans une agence de communication. Elle est aussi contrôleuse de champignons diplômée (la plus jeune de Suisse, depuis l'âge de 14 ans), passion qu'elle a héritée de son père, ancien soixante-huitard, et donne des cours en mycologie depuis 2002.
Marionna Schlatter est mariée et mère de deux enfants.

## Parcours politique
Elle entre en 2008 au secrétariat des Jeunes verts du canton de Zurich et en devient la coordinatrice de campagne jusqu'en 2010. En 2011, elle est élue présidente des Verts zurichois, fonction qu'elle occupe jusqu'en août 2020.
Elle est élue en mars 2019 au Grand Conseil du canton de Zurich, puis au Conseil national en octobre de la même année. Elle est également candidate au Conseil des États, mais échoue nettement au 2e tour contre Ruedi Noser, qui recueille 60 % des voix. Au Conseil national, elle siège au sein de la Commission de la politique de sécurité et de la Commission des transports et des télécommunications. Elle est réélue au Conseil national en octobre 2023.